# Trygodes herbiferata
Trygodes herbiferata là một loài bướm đêm trong họ Geometridae.